# Acraea lygus
Acraea lygus là một loài bướm ngày thuộc họ Nymphalidae. Nó được tìm thấy ở tây nam châu Phi, Botswana, Kenya, Zambia. Ở Nam Phi nó có ở Savannah thuộc tỉnh Bắc Cape tới tỉnh Limpopo và các tỉnh tây bắc. Đôi khi nó di cư đến Mpumalanga.
Sải cánh dài 48–55 mm đối với con đực và 50–56 mm đối với con cái. Con trưởng thành bay quanh năm, nhưng chủ yếu từ tháng 9 đến tháng 6.